# Pellorneum palustre
A Pellorneum palustre a madarak osztályának verébalakúak (Passeriformes) rendjébe és a Pellorneidae családjába tartozó faj.

## Rendszerezése
A fajt John Gould angol ornitológus írta le 1872-ben.

## Előfordulása
Dél- és Délkelet-Ázsiában,  Banglades és India területén honos. Természetes élőhelyei a szubtrópusi vagy trópusi legelők, száraz szavannák és cserjések. Állandó, nem vonuló faj.

## Megjelenése
Testhossza 15 centiméter.

## Életmódja
Minimális információ van róla, valószínűleg gerinctelenekkel és növényi anyagokkal táplálkozik.

## Természetvédelmi helyzete
Az elterjedési területe nagyon nagy, egyedszáma pedig növekszik. A Természetvédelmi Világszövetség Vörös listáján nem fenyegetett fajként szerepel.